# Associazione Sportiva L'Aquila 1963-1964
Questa pagina raccoglie le informazioni riguardanti l'Associazione Sportiva L'Aquila nelle competizioni ufficiali della stagione 1963-1964.

## Rosa
| N. |                   | Ruolo | Calciatore           |
| -- | ----------------- | ----- | -------------------- |
|    | Italia (bandiera) | C     | Guido Attardi        |
|    | Italia (bandiera) | P     | Massimo Bellagamba   |
|    | Italia (bandiera) | A     | Luciano Bonfada      |
|    | Italia (bandiera) | C     | Paolo Braca          |
|    | Italia (bandiera) | C     | Claudio Carboncini   |
|    | Italia (bandiera) | C     | Roberto Cazzoli      |
|    | Italia (bandiera) | C     | Elvio Colantoni      |
|    | Italia (bandiera) | A     | Adriano Contestabile |
|    | Italia (bandiera) |       | Coroni               |
|    | Italia (bandiera) | P     | Luciano Corsinovi    |

| N. |                   | Ruolo | Calciatore         |
| -- | ----------------- | ----- | ------------------ |
|    | Italia (bandiera) | C     | Luigi Donadoni     |
|    | Italia (bandiera) | D     | Adriano Grigoletti |
|    | Italia (bandiera) |       | Morisi             |
|    | Italia (bandiera) | A     | Pietrangelo Ore    |
|    | Italia (bandiera) | D     | Mario Pesce        |
|    | Italia (bandiera) | A     | Giampaolo Rossi    |
|    | Italia (bandiera) | C     | Alvaro Sellani     |
|    | Italia (bandiera) | C     | Sergio Vatta       |
|    | Italia (bandiera) | D     | Furio Vemati       |